# الوارو کویزادا
الوارو کویزادا (انگلیسی: Alvaro Quezada؛ زادهٔ ۴ مارس ۱۹۹۹) بازیکن فوتبال اهل ایالات متحده آمریکا است.